# 阿尼芬淨
阿尼芬淨（英語：Anidulafungin）:42以商品商名Eraxis、Ecalta於市面販售，是一種半合成棘白菌素抗真菌藥。它之前的名稱為LY303366。此藥物與伏立康唑聯合使用時，也可用於治療侵襲性麴黴屬感染。它是棘白菌素類抗真菌藥家族中的一員，經由抑制β-葡聚醣合成酶（一種對真菌細胞壁合成很重要的酵素）而發揮作用。
阿尼芬淨經由靜脈注射方式給藥。
對懷孕兔子施用阿尼芬淨，曾觀察到對所懷胎兒有輕微的發育影響。對人類的潛在風險尚不清楚，但不推薦個體在懷孕期間使用。對於採母乳哺育的個體，在嬰兒的影響尚不清楚，除非對母體的益處高於風險，否則不建議使用。
此藥物已被列入世界衛生組織基本藥物標準清單之中。

## 適應症
阿尼芬淨適用於下列病症的治療：
- 念珠菌血症（英语：Candidemia）和其他形式的侵襲性念珠菌屬感染（腹內膿瘍和腹膜炎）
- 食道念珠菌病（英语：Esophageal candidiasis）

目前尚未對使用阿尼芬淨治療念珠菌引起的心內膜炎、骨髓炎和腦膜炎進行過研究，也尚未對足夠數量的嗜中性白血球低下患者進行研究，以確定藥物對此類疾病的療效。

## 副作用
使用後通常的副作用有：肝功能測試異常數值、飢餓感、流汗、煩躁及頭暈等。嚴重的副作用有蕁麻疹、呼吸困難及臉部、嘴唇、舌頭或喉嚨腫脹等。

## 禁忌症
對於阿尼芬淨（或藥物組成物）或是棘白菌素過敏的個體禁止使用。具有已知，或是疑似有遺傳性果糖不耐症的個體也禁止使用。

## 與其他藥物交互作用
阿尼芬淨除與布拉酵母菌（一種益生菌）會有嚴重的交互作用，與伏環孢素有溫和交互作用外，通常不與其他藥物發生交互作用。

## 藥理學

### 藥效學
阿尼芬淨與其他抗真菌藥物顯著不同，因為它在使用者身體pH值和體溫下會發生化學降解，形成無活性形式。由於它不會被體內的酶降解，或是經由肝臟或腎臟排泄，因此任何程度的肝或腎功能不全的患者均可安全使用。
| 參數              | 數值    |
| ----------------- | ------- |
| 分佈體積 (升)     | 30–50升 |
| 血漿蛋白結合 (%)  | 99%     |
| 生物半衰期 [小時] | 24小時  |

### 藥物動力學
阿尼芬淨顯然不被肝臟代謝。這種特定藥物經歷緩慢的化學水解，形成缺乏抗真菌活性的開環肽。藥物的生物半衰期為27小時。約30%經由糞便排出（10%以原藥形式）。不到1%經由尿液排出。

## 作用機轉
阿尼芬淨抑制β-葡聚醣合成酶，這種酶對於形成 (1→3)-β-D-葡聚醣（真菌細胞壁的主要成分）有重要作用。哺乳動物細胞中不存在β-葡聚醣合成酶，真菌的此種酶即成為藥物抗真菌活性的標靶。

## 半合成過程
阿尼芬淨是一種半合成抗真菌藥物。其生產原料為棘白菌素B (echinocandin B，為一種由小巢狀麴菌或近緣種粗糙曲霉菌發酵產生的脂肽。棘白菌素B首先會經過來自猶他游動放線菌的去酰化酶作用，切割掉其亞麻油酰側鏈 (linoleoyl side chain) 的過程稱為去酰化 (deacylation)。接着經過一系列包含化學酰化反應 (chemical reacylation) 在内的三個合成步骤，最终得此種抗真菌藥。

## 歷史
阿尼芬淨最初由兩位於禮來藥業服務的研究人員特納（Turner）和德博諾（Debono ）發現，之後授權給名為Vicuron Pharmaceuticals的美國藥業，後者將藥物提交美國食品藥物管理局（FDA）申請用於醫療用途。輝瑞藥業在2005年秋季併購Vicuron Pharmaceuticals，並取得此藥物的權利，最終於2006年2月21日獲得FDA的核准。